# 호리베 다케쓰네

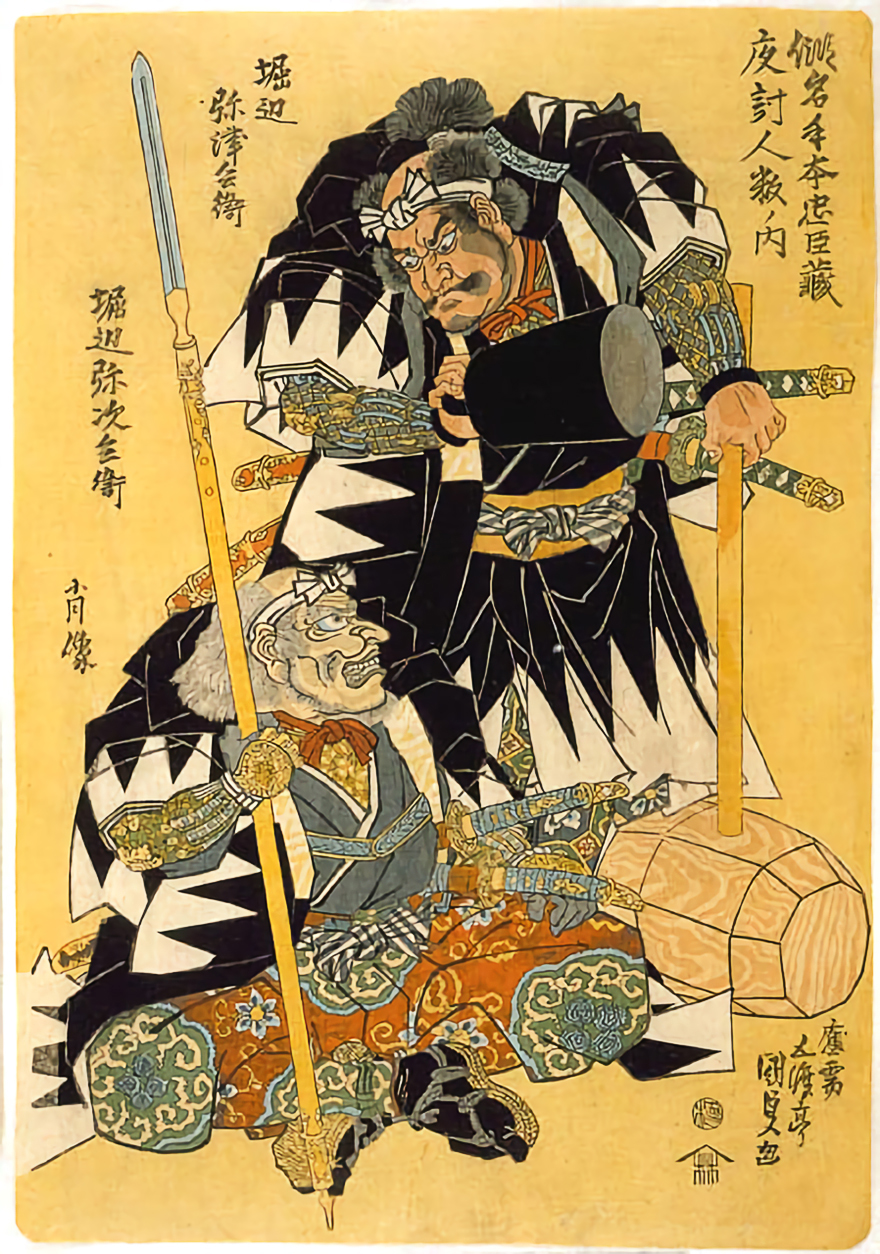
충신장: 호리베 야베 가나마루와 호리베 야스베 다케쓰네 / 우타가와 구니사다 작품

호리베 다케쓰네(일본어: 堀部武庸, 1670년~1703년 3월 20일)는 에도 시대 전기의 무사이다. 아코 낭인 47인 중 한명으로서 다카타 승마장 결투)로 유명해진 인물이다. 키라저택 습격(吉良邸討ち入り)에서는 에도급진파(江戸急進派)라고 불리는 세력의 리더격이 되었다. 통칭은 야스베(安兵衛).

## 생애

### 낭인
간분 10년(1670년), 에치고 시바타번(현재의 니가타현 시바타시) 미조구치 가신 나카야마 야지에몬(200석)의 장남으로서 시바타성 시모가나와 나카야마저택에서 탄생했다. 어머니는 같은 번사·미조구치 모리마사의 6녀. 누이 셋을 두고 장녀 치요는 요절, 둘째 딸 김은 가마하라군 우시자키촌의 호농 나가이 야고자에몬에게 시집을 갔고, 셋째 딸은 미조구치 가신 마치다 신고자에몬에게 시집을 갔다.
어머니는 다케쓰네를 출산한 직후인 그해 5월 별세했기 때문에 한동안 외할머니를 대신해 세살 때까지 자랐지만 외할머니가 돌아가면 홀아비로 자란다. 그러나 다카쓰네가 13살 때인 덴와 3년(1683년), 아버지는 미조구치 가문에서 쫓겨나 재수가 된다.
재수 후 얼마 안 있어 아버지가 돌아가셨다. 고아가 된 다케쓰네는 처음에 외할아버지 모리마사가 맡았지만 모리마사도 이후 2년 만에 사망했기 때문에 돈의 출가지인 나가이 가문에 인수되었다. 겐로쿠 원년(1688년), 19살이 된 다케쓰네는 나가이 가문의 친척 사토 신고에몬을 의지해 에도로 나가 고이시카와 우텐진 밑에 있는 호리우치 마사하루 도장에 입문했다. 천성적인 검술의 재능으로 두각을 나타내며, 곧 면허의 전부인 호리우치 도장의 사천왕(다른 3명은 오쿠다 마고타유, 히시누마식 효에, 시오이리 주전부)으로 불리게 되었고, 다이묘야시키의 출장 연습 의뢰도 많이 오게 되었다. 이로 인해 수입도 안정되어 겐로쿠 3년(1690년)에는 우시고메텐류지 다케마치(현 신주쿠구 노토마치)에 단독주택을 마련했다.

### 다카다노바바 결투에서 아코번으로 사관

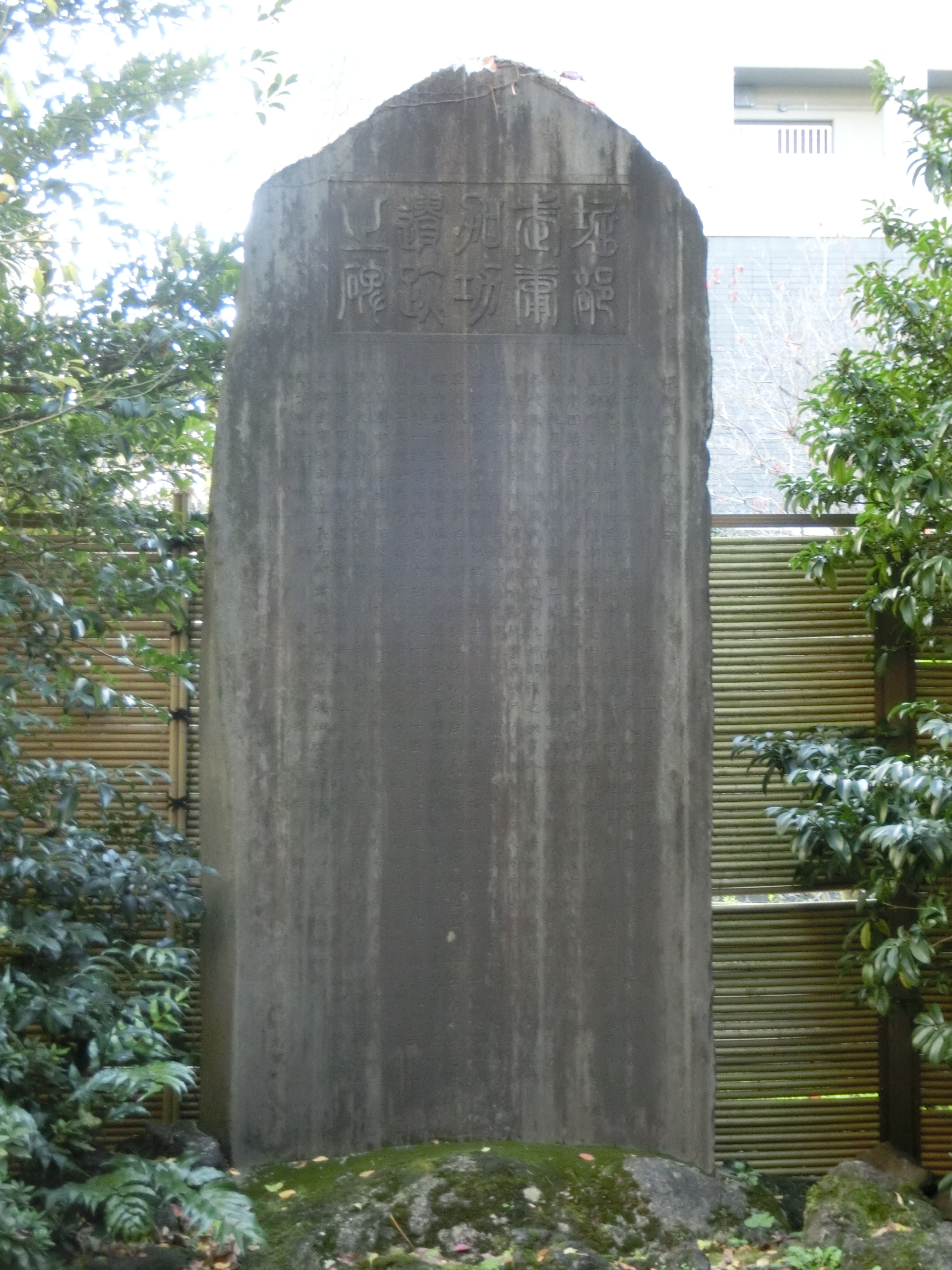
호리베 다케쓰네 공적비(미즈이나리 신사)

그런 가운데 겐로쿠 7년 2월 11일(1694년 3월 6일) 동문인 간노로쿠로 사에몬(이요국 사이조번 마쓰다이라 가신. 무용과 친해 조카삼촌의 의리를 맺고 있었다)이 다카다노바바에서 결투를 벌이면서 무용은 조력을 자청해 상대방 3명을 베고 쓰러뜨렸다(다카다노바바의 결투).
이 결투에서의 무용의 활약이 「18명 베기」로서 에도에서 평판이 되어, 이것을 안 아코 아사노 가신·호리베 카나마루가 무용의 양자를 원했다. 초기의 다케쓰네는 나카야마 집안을 망칠 수는 없다고 거절했으나 가네마루의 사랑은 강해 마침내 주군 아사노 나가노리에게 호리베의 가명은 없어지지만 그래도 나카야마 안베위를 데릴사위로 맞이하고 싶다는 뜻을 밝혔다. 나가쿠도 소문난 검객 나카야마 안베에에게 적지 않은 관심이 있었던 것 같아 윤5월 26일(1694년 7월 18일) 중산성으로 입양해도 좋다는 이례적인 허가를 내줬다.
이 말을 듣고 역시 다케쓰네도 끝내 꺾여, 나카야마 성채라는 조건으로 호리베 가문의 데릴사위로 들어가기로 결정한다. 7월 7일(8월 27일), 가네마루의 딸 호리베와 결혼해 가네마루의 사위 양자, 또 아사노 가신에 올랐다.겐로쿠 10년(1697년)에 가네마루가 은거하고 무용이 가독 상속.이 때, 다케쓰네는 앞의 약속에 따라 나카야마성(中山城)인 채로도 괜찮았지만, 호리베 성으로 바꿨다. 보나라의 신하인 호리베 가문의 양자인 다케요는 집안에서는 신참으로 분류되고 있고, 이례적인 양자로 입양한 것이므로 다케요는 가네마루의 호리베 가문과는 사실상 별가 취급이었던 것으로 보인다.
아코번에서 다케쓰네는 200석의 녹봉을 받아 마부, 마부 역이 되었다. 겐로쿠 11년(1698년) 말에는 오와리번주·도쿠가와 미쓰토모] 정실·치요히메(에도 막부 3대 장군·도쿠가와 이에미쓰 장녀)가 사망하고, 여러 번 다이묘가 조문 사자를 오와리번으로 보냈는데, 나가노리로부터의 조문한 사자(使者)로는 다케쓰네가 선정되어 오와리 나고야성으로 갔다.

### 키라저택의 습격
미나토구 니초메(二丁目), 미타니초메(三田二丁目)]]

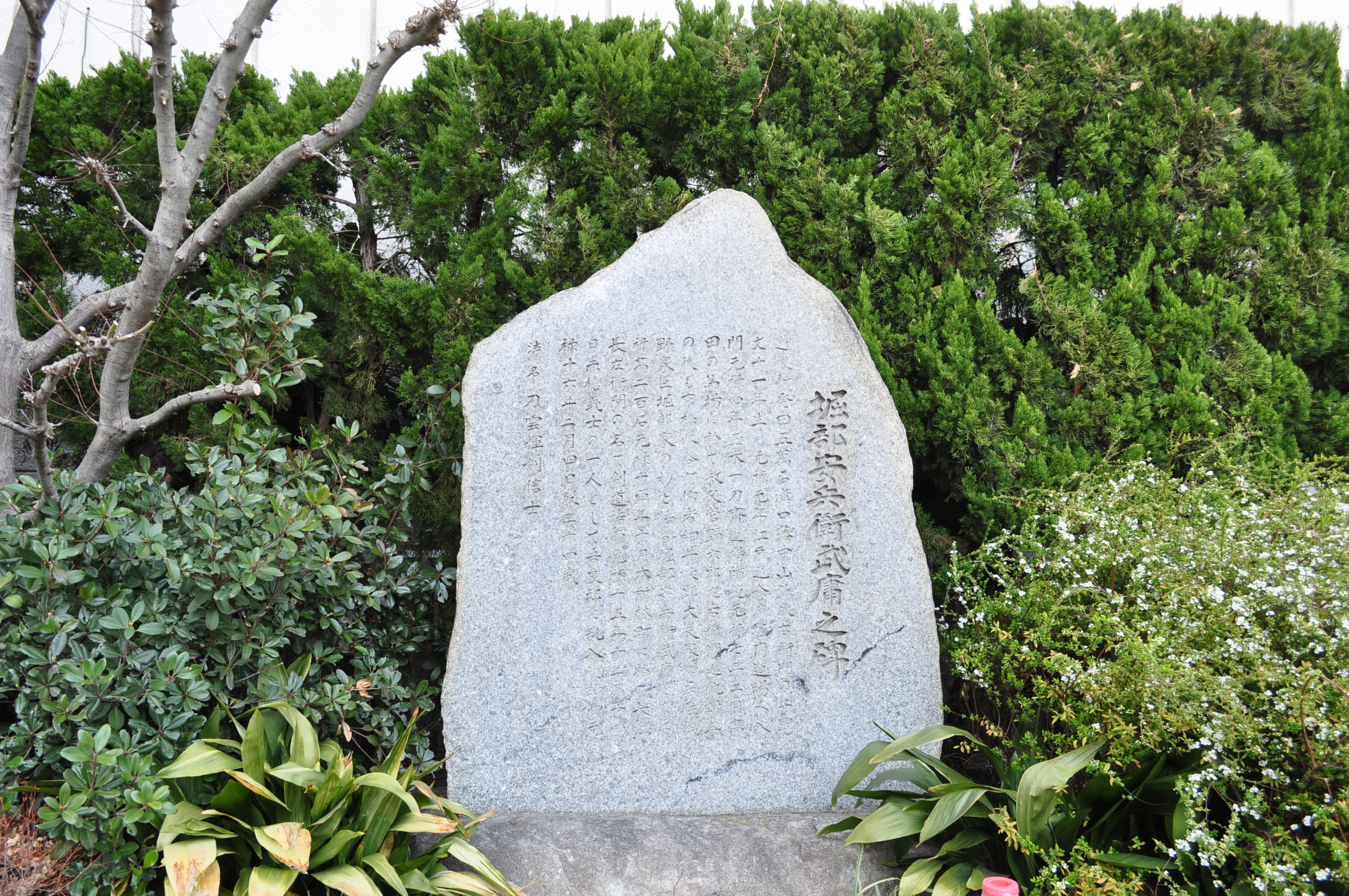
호리베 다케요시의 비(도쿄도 주오구 핫초보리(2018년 3월 10일 촬영)

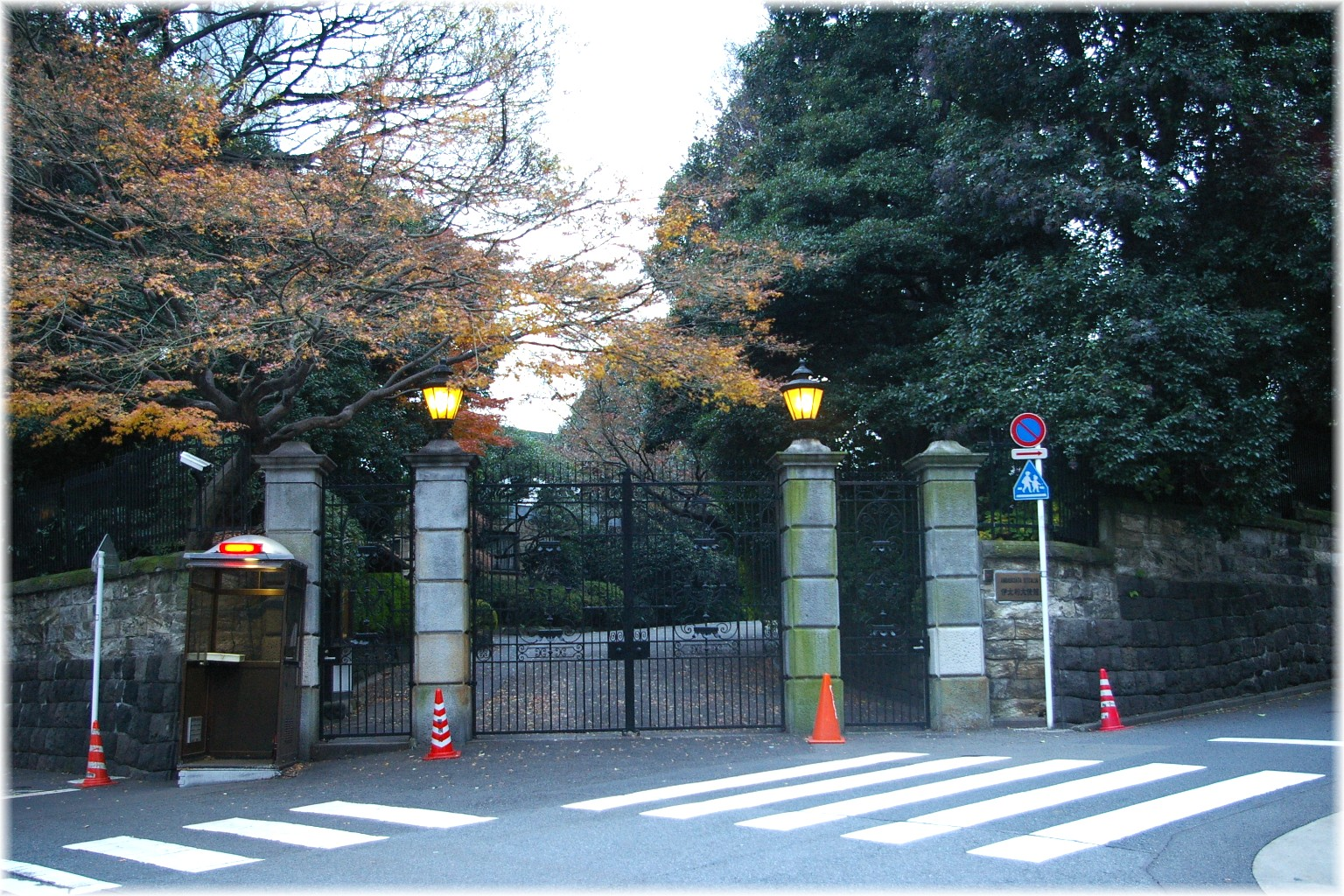
마쓰다이라 히사마쓰 오키모리 사다나오 미타나카야시키 터([도쿄도) 미나토구 니초메(二丁目), 미타니초메(三田二丁目)

그런데 겐로쿠 14년 3월 14일(1701년 4월 21일), 주군·나가쿠가 에도성 마쓰노(松之) 대로도에서 다카이에·키라 요시오(吉良義雄)에게 칼자국을 입자, 나가쿠는 당일 할복, 아코 아사노가는 개역으로 정해졌다. 다케쓰네는 에도즈메의 번사·오쿠다 시게모리(무구 봉행·우마와시 150석), 타카다 군베(마와시 200석)와 함께 아코번으로 향해, 코쿠허의 필두 이에오·오오이시 요시오와 면회.카모리 사타구니바 요시오에게 원수를 갚자고 주장했지만, 요시오로부터 아사노 나가히로에 의한 아사노가 재건하는 것을 우선하는 것을 타일러, 아코성 명도를 지켜본 후, 다케쓰네등은 에도로 돌아가게 되었다.
다케쓰네는 그 이후도 강경하게 의오에 대한 원수를 갚을 것을 주장했고 에도 급진파의 리더격이 되어, 교토 산과에 은거한 요시오에 대해서 에도 하향하도록 서신을 계속 보냈다. 8월 19일(9월 21일)자의 서한에서는 「망군이 목숨을 건 상대를 간과해서는 무사도는 서지 않는다. 설령 대학님이 100만석이 내려져도 행군이 그렇게 되어 있어서는(아사노대학도) 사람들 앞에 나설 수 없을 것이다」라고까지 주장. 요시오는 다케쓰 등 에도 급진파를 진무하기 위해 9월 하순 하라 모토신(300석 아시가루가시라), 우시오다 다카노리(200석 그림 도봉행), 나카무라 마사신(100석 우필) 등을 에도에 파견했고 이어 신도 도시노리(400석 아시가루가시라)와 오다카 다다오(20석 5인 부지지 요시카타)도 에도에 파견했다. 그러나 이들은 모두 다카쓰네에게 논파당해 급진파에 가담했기 때문에 요시오 스스로가 에도로 내려가 다케쓰네를 설득해야 했다. 겐로쿠 14년 11월 10일(1701년 12월 9일), 요시오와 무용은 에도산다(도쿄도 미나토구 미타)의 마에카와 다다다부 자택에서 회담에 이르렀다. 요시오는 1주기가 되는 겐로쿠 15년 3월 14일(1702년 4월 10일)의 결행을 무용으로 약속하고 교토로 돌아갔다.
그러나 귀경한 요시오는 주군 장구의 일주기가 지나도록 기다려도 하향조차 하려 하지 않았다. 다시 요시오를 만나기 위해 다케쓰네는 겐로쿠 15년 6월 29일(1702년 7월 23일) 교토로 들어갔다. 경우에 따라서는 요시오를 잘라 버리려 했다고도 하며, 실제로 다케쓰네는 오사카에도 의해 원진을 기두로 하여 원수를 갚으려 한다. 그러던 중 7월 18일(8월 11일) 나가히로의 아사노 종가 영예치 결정이 내려 아사노 가문 재흥이 절망적이 되자 요시오도 각오를 다졌다. 교토 마루야마에 다케쓰네도 초빙해 회의를 열고, 명확하게 복수를 결정했다. 다케쓰네는 이 결정을 에도의 동지들에게 전하기 위해 교토를 떠나 8월 10일(9월 1일) 에도에 도착했으며, 12일(3일)에는 스미다강의 선상에 동지들을 모아놓고 회의를 열어 경에서의 결정을 전했다.
그리고 겐로쿠 15년 12월 14일(1703년 1월 30일), 요시오·타케쓰네 등 아코 로시 47사는 혼조 마쓰사카의 요시오 저택에 침입했다. 다케쓰네는 후문으로 돌입해 큰 칼을 들고 분전했다. 단, 다케쓰네는 길량방을 한 사람도 참살하지 않았다. 1시간여의 전투 끝에 아코번에서 요시오는 의오를 토벌하고 호나미시(穂浪士)에 참배한 후 막부에 투항해 처분을 맡겼다.
침입 후, 아코 로시들은 4개의 다이묘가의 저택에 맡겨져, 다케쓰네는 요시오의 적남·오이시 요시카네등과 함께, 이요 마쓰야마번주·마쓰다이라 사다나오의 에도야시키(오오이시주 세료카네등 쥬시 할복의 땅)에 맡겨졌다.
겐로쿠 16년 2월 4일(1703년 3월 20일), 막부에서 아코 요시오에게 할복을 명령받고, 저택에서 마쓰다이라 가신 아라카와 십대부의 개착으로 할복하였다. 향년 34세. 주군 장구와 같은 에도 다카나와(江戶高輪)의 센가쿠지(泉岳寺)에 묻혔다. 법명은 칼날 운휘검 신사(刃雲輝剣信士).

## 호리베씨
호리베씨는 시가현에 번창한 오미 겐씨다. 오미 겐지 적류의 사사키 가문에서 가마쿠라 시대 초기에 마부치 가문이 갈라졌다. 마부치 가문은 오미 수호대를 맡는 등 한 사사키 가문중의 유력 호족이었지만, 이 마부치 가문에서 호리베 가문은 한층 더 갈라졌다.
호리베 가문의 성적은 친족인 호리베 겐신이 이어받았으며, 호리베 가문은 구마모토번을 섬겼다.친자가 일찍 죽자 호리베 겐요시를 양자로 들였기 때문에 구마모토 호리베 가문은 다다미(가네마루의 후처), 나카야마씨(다케쓰네의 친가)와의 혈연은 없어졌다.
공격으로부터 70년 후인 야스에이 3년(1774년), 다케쓰네의 아내를 자칭하는 묘니라고 하는 노녀가 센가쿠지에 암자를 묶어, 아코 로시의 옛이야기를 시작하고, 에도에서 평판이 났다. 그러나 다케쓰네의 아내 호리는 교호 5년(1720) 45세의 나이로 사망했고, 이 묘비는 호나미시 낭사들의 무덤 옆에 남아 있다.

## 학식, 저작
다케쓰네는 아코 낭사 중에서 교양도 뛰어나고 연구의 중요 자료인 호리베 다케쓰네 일기를 남긴 인물이기도 하다. 다케쓰네가 침입에 관한 중요 서류를 정리해 편집하고 있던 것으로, 침입 직전에 호리우치 도장 동문의 친구인 유학자 호소이 히로사와에게 편찬을 맡겨 오늘에 전하고 있다.

## 기타
타카다노바바의 결투에서의 검호로서의 활약(47사 중에서, 공격 이전에 실전에서 사람을 베었던 경험이 있는 확실한 자료가 존재하는 것은, 그 혼자이다)이나, 양부·가네마루와의 흐뭇한 관계가 있거나 해서인지, 47사 중에서도 특히 인기가 높다.최근에는 무용을 주인공으로 한 「츄신구라」의 드라마도 제작되고 있다.
양부·카네마루와는 혈통상의 관계는 일절 없지만, 2명의 행동이나 행동은 매우 비슷했다고 한다( 「호리우치 전우에몬 각서」에서).
탄생지인 니가타현 시바타시에서는 무용을 기리기 위해 매년 12월 14일에 의사제(니가타현 시바타시)를 개최하고 있다.

## 문화시설
- 호리베 아베에 전승관(니가타현 시바타시)

## 호리베 다케요시를 다룬 작품
- 타카다노바바의 결투

## 같이 보기
- 시바타성